# التوجيه الجوي

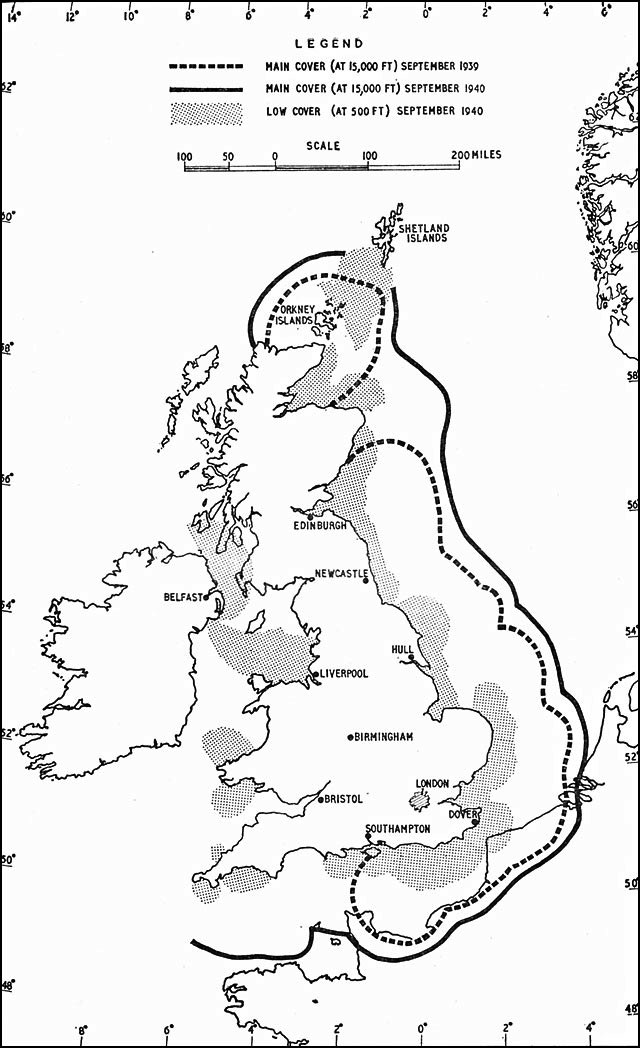

التوجيه الجوي (الاعتراض الجوي) (بالإنجليزية: Ground-controlled interception)‏ يعنى توجيه الطائرات المقاتلة لصد وتدمير الطائرات المعادية في الجو؛ لمنعها من تنفيذ مهامها ويتم عن طريق الموجه الجوي الذي يقوم بحسابات دقيقة وفي وقت معين وفي مكان معين على شاشة الرادار، ويتم هذا إما عن طريق محطات الرادار الأرضية أو في الرادارات المحملة علي طائرات الإنذار المبكر مثل: الايواكس أو أي تو سي.

## الهدف من توجيه المقاتلات
1- توجيه الطائرات المقاتلة إلى أنسب موقع لمهاجمة وتدمير الأهداف المعادية.
2- السيطرة على الطائرات أثناء تنفيذها لمهامها المختلفة في التدريب والعمليات وتأمين عودتها لقواعدها سالمة بالتنسيق مع قوات الدفاع الجوى.
3- توجيه طائرات البحث والإنقاذ إلى مناطق تنفيذ المهام

## نشوء الاعتراض الجوي
ظهرت ضرورة الاعتراض الجوي مع ازدياد خطر الطائرات وتهديدها لأعمال القوات البرية.
وكانت مهمات الطيران، بادئ ذي بدء، تقتصر على الاستطلاع والمراقبة وتصحيح رمايات المدفعية، ثم أضيفت إليها مهمات القصف بالقنابل والرمي بالانقضاض.
وقد فكر العسكريون باستعمال الطائرات في المطاردة والاعتراض، وأدى نجاح عدد من الطيارين في إسقاط طائرات معادية بنيران رشاشاتهم إلى إقناع قائد طيران الجيش الخامس الفرنسي في شمبانية القائد دي روز بأن يؤلف أول سرب للاعتراض الجوي في الأول من شهر آذار سنة 1915 ضم طائرات من طراز موران ـ سولنيير م س ـ12 ذات الجناح العلوي وقد سلحت ببنادق قصيرة. وبعد أن نجح الألمان في تطوير رشاش ثابت يرمي محورياً من فوق المروحة ثم من خلالها بفضل جهاز مزامن ابتكره الطيار الألماني أنتوني فوكر سنة 1916 أصبح الاعتراض الجوي مهمة أساسية من مهمات الطيران.
لم يكن لتكتيك الاعتراض أو لأساليبه نظم معروفة وإنما كان يرجع إلى الاجتهاد الشخصي. وكان الألمان (1916) هم أول من طبق الاعتراض بتشكيل جوي مؤلف من عدد من الطائرات في سماء فردان (فرنسا). ولكن المعركة التي دارت ظلت نمطاً من المبارزة الثنائية بين طائرتين. وفي عام 1917 نظم الألمان دوريات جوية لاعتراض الطائرات المعادية مع تنسيق نيرانها فيما بينها على أسس وضعها الألماني أوزفالد بويلكه Oswald Boeleke، وسرعان ما نحا الفرنسيون نحوهم وزادوا فيه حتى بلغ عدد الطائرات المطاردة في طلعة واحدة 50 ـ60 طائرة مطاردة. وأصبحت فاعلية الاعتراض مرهونة بسلسلة من الأعمال الأولية أهمها كشف الطائرات المغيرة بوساطة شبكات الرصد الجوي والتحقق من هوية تلك الطائرات وسرعتها ووجهتها وتحديد توقيت إقلاع الطائرات الاعتراضية لملاقاتها.
ولما كانت مدة الإقلاع والبقاء في الجو قصيرة في بادئ الأمر فلم يكن في وسع طائرات الاعتراض إلا مهاجمة طائرات الاستطلاع المعادية، وظل الاعتراض الجوي في سنة 1918 على حاله مقتصراً على أعمال الطائرات القتالية في الجبهة أو عمليات اعتراض الجيش.

## تكتيكات الاعتراض
الاعتراض بالتلاقي
هو تقرب الطائرة أو الطائرات المكلفة الاعتراض نحو نقطة الملاقاة «جـ» على خط مستقيم ومن أقصر طريق وأقل زمن ممكن لكي تأتي الهدف من نصف فضائه الخلفي: إن المسافة ب جـ == سرعة الهدف × الزمن. المسافة آجـ == سرعة طائرة الاعتراض × الزمن.
ولما كان الزمن المتاح للهدف ولطائرة الاعتراض حتى الوصول إلى النقطة «جـ» واحداً فإن الموقع «جـ» يتحدد بالنسبة: سرعة الهدف ÷ سرعة طائرة الاعتراض.
الاعتراض بالتقابل (بالمناورة)
وهو تقرب المقاتلات المكلفة الاعتراض على خط مستقيم موازٍ لاتجاه الهدف ومعاكس له مع فرجة محددة، حتى الوصول إلى نقطة بداية الدوران، ثم الدوران (المناورة) للوصول إلى نصف الفضاء الخلفي للهدف
ولما كانت الصواريخ الموجهة تستطيع إصابة الهدف من أي اتجاه، أصبح بالإمكان اعتراض الأهداف الجوية وإصابتها من الأمام من دون الاضطرار للمناورة من أجل الوصول إلى نصف الفضاء الخلفي للهدف.
الاعتراض على منحنى المطاردة
وهو تقرب المقاتلات لاعتراض الهدف فتتجه نحوه مباشرة، ثم تبدأ بالدوران على مسار منحن غير منتظم مع إبقاء المحور الطولي للطائرة باتجاه الهدف دائماً حتى تخرج إلى نصف الفضاء الخلفي للهدف.
ويلاحظ أن الزاوية تتغير باستمرار. وتستخدم هذه الطريقة عندما تكون سرعة طائرة الاعتراض أعلى من سرعة الهدف على ألا تقل الزاوية عن 45ْ في بداية التوجيه.
وتمتاز هذه الطريقة بسهولة تحديد اتجاه الطائرة المعترضة بالنسبة إلى الهدف. ويحسب زمن الاعتراض كما يلي:
زمن الاعتراض = [المسافة الابتدائية (سرعة طائرة الاعتراض ـ سرعة الهدف × تجب يه) ÷ سرعة طائرة الاعتراض - سرعة الهدف)] ×60
الاعتراض بالملاحقة
تستخدم هذه الطريقة عندما تكون المقاتلة الاعتراضية خلف الهدف تماماً وعلى مسافة أكبر من مسافة التسديد والإطلاق. ويتم اعتراض الهدف والوصول إلى نصف فضائه الخلفي بتفوق سرعة المقاتلة المعترضة على سرعة الهدف. ويكون زمن الملاحقة = المسافة الابتدائية ÷ (سرعة طائرة الاعتراض - سرعة الهدف).